# بخش لرنسی
بخش لرنسی (به فرانسوی: Arrondissement du Raincy) یک بخش در فرانسه است که در سن-سن-دنی واقع شده‌است.